# Resolució 83 del Consell de Seguretat de les Nacions Unides
La Resolució 83 del Consell de Seguretat de les Nacions Unides, aprovada el 27 de juny de 1950, va considerar que l'atac a la República de Corea per part de les forces de Corea del Nord constituïa un trencament de la pau.
El Consell va fer una crida a un cessament immediat de les hostilitats, i proclamant-se a favor de la retirada de tropes de Corea del Nord al paral·lel 38. També, la Comissió de les Nacions Unides sobre Corea va reportar que Corea del Nord va incomplir amb la Resolució 82 del Consell de Seguretat.
El Consell també va recomanar als Membres de les Nacions Unides proporcionar l'assistència a necessària a la República de Corea per rebutjar l'atac armat i restablir la pau i la seguretat internacionals a la regió.
La resolució va ser adoptada per set vots a favor, un en contra de Iugoslàvia. Egipte i Índia estaven presents però no van participar en la votació i la Unió Soviètica va estar absent.